# Fjällig tangara
Fjällig tangara (Ixothraupis xanthogastra) är en fågel i familjen tangaror inom ordningen tättingar.

## Utseende och läte
Fjällig tangara är en liten och färgglad fågel med mestadels grön fjäderdräkt undertill kraftigt svartfläckad. Vingarna är blåaktiga och buken klargul. Den skiljs från fläcktangara och dropptangara genom gult, ej vitt, på buken. Lätena är ljusa och varierade. 

## Utbredning och systematik
Fjällig tangara delas in i två underarter:
- Ixothraupis xanthogastra xanthogastra – förekommer från sydöstra Colombia till södra Venezuela och norra Bolivia
- Ixothraupis xanthogastra phelpsi – förekommer i södra Venezuela och västra Amazonområdet i Brasilien

Tidigare inkluderades arten i släktet Tangara, men genetiska studier har visat att den och dess släktingar står närmare Thraupis. Andra auktoriteter inkluderar istället både Ixothraupis och Thraupis i Tangara. 

## Levnadssätt
Fjällig tangara hittas i fuktiga skogar i låglänta områden och Andernas förberg i centrala och västra Amazonområdet. I östra delen av utbredningsområdet ses den huvudsakligen i förberg till tepuier, men kan vara förbisedd i mer låglänt terräng. Fågeln påträffas vanligen i artblandade flockar, framför allt med andra tangaror. Den rör sig snabbt genom trädtaket på jakt efter insekter och frukt.

## Status och hot
Arten har ett stort utbredningsområde, men tros minska i antal, dock inte tillräckligt kraftigt för att den ska betraktas som hotad. Internationella naturvårdsunionen IUCN listar arten som livskraftig (LC).